# Stendeck
Stendeck è un progetto di musica elettronica fondato nel 1999 da Alessandro Zampieri. Dopo una demo nel 2002 ha pubblicato due album per l'etichetta canadese Geska Records nel 2005 e 2007. Nel 2009 è avvenuto il passaggio alla statunitense Tympanik Audio con la pubblicazione di Sonnambula, portando Stendeck ad essere considerato uno dei progetti di maggiore rilievo nella scena IDM.
Il nome Stendeck deriva dalla parola Stendec, un codice morse inviato dall'aereo Star Dust prima di scomparire misteriosamente nel 1947.

## Discografia

### Album, EPs
- A crash into another world (2002)
- Can you hear my call? (2005)
- Faces (2007)
- Sonnambula (2009)
- Scintilla (2011)
- Folgor (2015)
- Carnage (2021)